# Stilpnia preciosa
Stilpnia preciosa, popularmente conhecida como saíra-preciosa ou saíra-de-cara-suja, é uma ave passeriforme da família Thraupidae.

## Descrição
A saíra-preciosa mede aproximadamente 15 cm de comprimento. Apresenta dimorfismo sexual: o macho possui cabeça, pescoço, crisso e dorso marrons, garganta, peito e barriga turquesa, rêmiges e rectrizes azul-claras; as fêmeas possuem coloração mais opaca. Em ambos, o bico é preto e há uma faixa negra circundando os olhos. Os juvenis são pardos com cauda esverdeada.

## Distribuição e habitat
Vive em florestas tropicais e florestas subtropicais, na borda e no interior das matas. No Brasil, é comum no bioma da Mata Atlântica nas eco-regiões mata de araucária e floresta ombrófila densa, podendo também ser avistada em jardins e florestas degradadas. Encontrado no Brasil (do sul de São Paulo ao Rio Grande do Sul), Argentina, Paraguai e Uruguai.